# Барсуки (Чечерский район)
Барсуки (бел. Барсукі) — посёлок в Полесском сельсовете Чечерском районе Гомельской области Беларуси.

## География

### Расположение
В 35 км на северо-восток от Чечерска, 70 км от железнодорожной станции Буда-Кошелёвская (на линии Гомель — Жлобин), 99 км от Гомеля. Около восточной окраины государственная граница с Россией.

### Гидрография
На реке Колпита (приток реки Беседь).

## Транспортная сеть
Транспортные связи по просёлочной, затем автомобильной дороге Полесье — Чечерск. Планировка состоит из короткой прямолинейной, широтной улицы, к которой с юго-западной стороны присоединяется небольшая улица. Застройка двусторонняя, плотная, деревянная, усадебного типа.

## История
Основан в начале XX века переселенцами из соседних деревень. Наиболее активная застройка приходится на 1920-е годы. В 1926 году почтовый пункт, в Полесском сельсовете Чечерского района Гомельского округа. В 1930 году организован колхоз. 13 жителей погибли на фронтах Великой Отечественной войны. Согласно переписи 1959 года в составе колхоза «Коммунар» (центр — деревня Полесье).

## Население

### Численность
- 2004 год — 26 хозяйств, 50 жителей.

### Динамика
- 1926 год — 32 двора, 165 жителей.
- 1959 год — 242 жителя (согласно переписи).
- 2004 год — 26 хозяйств, 50 жителей.